# スーパーの裏でヤニ吸うふたり
『スーパーの裏でヤニ吸うふたり』（スーパーのうらでヤニすうふたり）は、地主による日本の漫画作品。2022年3月9日から作者のTwitter上にて連載されているほか、『月刊ビッグガンガン』（スクウェア・エニックス）にて2022年Vol.09（8月25日発売）から連載中。略称は「ヤニすう」。2025年7月時点で電子書籍を含む累計部数は250万部を突破している。当初は『スーパーの裏でヤニ吸う話』というタイトルで発表されていた。
メディアミックスとして、2026年にテレビアニメ化が予定されている。

## あらすじ
冴えないサラリーマンの佐々木は、スーパーSで二番レジを担当する女性・山田を仕事終わりの癒やしとしていた。
会議が長引いたある日、佐々木はいつものように山田を自らの癒しにしようとスーパーに赴くが、レジに山田はおらず、仕方なくタバコを吸おうとする。しかし喫煙者の肩身は狭く、周囲からの厳しい視線を受けた佐々木はタバコも吸えず途方にくれてしまう。そんな時、スーパーの裏から女性店員の田山に「ここならタバコが吸える」と声をかけられ、佐々木は喫煙所で田山と共にタバコを吸うことになる。からかってくる田山に戸惑う佐々木であったが、山田がお気に入りである理由を田山に邪推されると、「お仕事に勝手に元気を貰っているだけ」だと反論する。それを聞いた田山は佐々木が恋愛目的で山田のレジを利用しているのではないと知り、安心する。
別の日、山田のいる二番レジを利用した佐々木に対して山田は、佐々木が自らのファンであることを田山から聞いたと話しかける。それを聞いた佐々木は伝えてしまった田山を恨むが、実際には田山の正体は仕事終わりの山田であった。以降、佐々木は正体を隠したままの田山とスーパーの裏でタバコを吸うことが習慣となっていく。

## 登場人物
佐々木（ささき）
本作のメインキャラクターの1人。スーパーS諸々駅前店常連の、くたびれた中年のサラリーマン。男性。45歳。ブラック企業勤めの主任で、常に疲れ気味。八年以上前に舞台となる地域に住んでおり、本社勤務から現在の支社に戻る形で転勤してきた。
スーパーSで働く山田の笑顔を心の支えとしており、田山に誘われてからはスーパーの裏で共にタバコを吸うようになる。山田と田山が同一人物であることに気づいておらず、田山がさりげなくヒントを与えても全く勘付く素振りもない等、かなり鈍感。しかし根は善人で、下心のない「お上品」な性質で、細かな気遣いもできるため田山に気に入られる。リアクションがオーバーなためよく田山にからかわれているが、心の中では大事な喫煙仲間として大切に思っている。次第にスーパーSの面々とも仲良くなっていく。
大学時代の先輩であり、かつて交際していた女性に無理やり吸わされたことがきっかけで喫煙者となった。現在女性の影のない独身。10歳年下の美人の妹がいる。
山田（やまだ） / 田山（たやま）
本作のメインキャラクターの1人。スーパーSの従業員。女性。24歳。
勤務時間には「山田」としてレジを担当し、勤務時間外には佐々木の前でロックなファッションスタイルの「田山」として振る舞い、共にタバコを吸う。
「山田」としては爽やかな笑顔と接客で客から人気があり、佐々木も彼女に癒されている一人。「田山」としては佐々木が山田に対して下心がないことや佐々木の人の良さを気に入り、スーパー裏の従業員用の喫煙所で共にタバコを吸う喫煙仲間となる。佐々木に対しては常に上手でよく大胆な行動や思わせぶりなことをしてからかっているが、時折見せる佐々木の人の良さや気遣いに救われることも多く、基本的には大切に思っている。また、山田と田山が同一人物であると気づかれることを内心恐れている節があるが、まったく気づく素振りを見せない佐々木の鈍感さに辟易する様子も見せる。
学生時代からスーパーSで働いており、当時は現在とは正反対で笑顔が作れないなど接客を苦手としていた。同時期に悪質なクレーマーに付きまとわれていたことも重なり自暴自棄になりかけていたが、とある喫煙者の客に助けられ激励の言葉を掛けられたことで救われた過去があり、そのことをきっかけとして20歳以降に喫煙者となった。仕事に対しては基本的に真面目だが勤務時間以外はズボラであり、後藤からも「レジの時以外終わってる」と評されている。
作者によると、「山田さん」のキャラ造形には「仕事への真面目さ」がベースにあるといい、「田山さん」はその反動としてとにかく逆にしているという。
パートタイマー。本社から正社員登用の話が来ているが、諸事情で断り続けているらしい。
後藤（ごとう）
スーパーSの店長。女性。40歳。喫煙者で、電子タバコを愛用する。
佐々木と山田（田山）の関係性を即座に見抜くが、「無味乾燥な夜勤に持ってこいのエンタメ」としてあえて静観している。ロマンス好き。趣味として恋愛漫画を愛読している。
無表情かつぶっきらぼうだが、部下への配慮は欠かさず暇さえあればイベントを企画し売上げをあげようとするやり手の店長。その手腕を買われ本社の企画部に抜擢されたが、デスクワークは性に合わないとの理由で店舗に戻ってきたという経歴を持つ。
前澤（まえざわ）
レジチーフ。子持ち。いつも元気でにこやかでお喋り。店長からは「ザワ」と呼ばれる。
大野（おおの）
ベテランのレジ係。温厚な性格をしている年配の小柄な女性。趣味はパチンコ。
小畑（おばた）
青果部門のチーフ。190cmの長身の男性。喫煙者。通称「オバ」。
引っ込み思案かつ極度の人見知りで涙もろいが仕事は出来る。店長に気があるらしく、辞令のたびに異動するのではないかと気が気じゃないらしい。
川上（かわかみ）
鮮魚部門のチーフ。21歳。関西弁で喋る。山田からは「かみー」と呼ばれて可愛がられていた後輩。
高卒で入社した社員で、スーパーSにしばらくぶりに戻ってくる形で赴任した。山田を「ヤマさん」と呼び強く慕っており、当初は佐々木を敵視していた。誤解が解けた後も両者の間に「しっとり」があることに気づき、ロマンス好きの店長に気に入られた。
鈴木（すずき）
佐々木の隣の席の同僚。3本目から顔がハッキリしていない状態で登場し、13本目で顔がハッキリしその後日談で名前が判明する。妻と恵美という娘がいる。
佐々木とは大学時代の同期で、軽口を叩き合う仲。佐々木が不在の食事会で、佐々木の過去の失敗が話題に上がった時はジョッキをテーブルに叩きつけて混ぜ返すなど、彼の味方であり理解者。
西園（にしぞの）
著名な漫画家。還暦を過ぎた上品な女性。ペットである犬の「大五郎」を後藤に預けていることも多い。
大野とは客と店員として古くからの付き合いがあり、著作の完結とともに燃え尽き症候群に陥っていたところを彼女に勇気づけられたことがある。そうした客と店員の信頼関係を「居心地の良い片思いをさせてもらっているような」と称した。
大五郎（だいごろう）
西園の飼い犬。西園が海外へ赴くときなどは後藤が預かり、スーパーSの裏手にいる。「ばふ」と鳴く。やんちゃでお利口。
遠野（とおの）
佐々木の大学時代の先輩で、卒業後に交際していた時期がある元恋人。佐々木が煙草を吸うきっかけになったかっこいい女性。

## 連載の経緯

### Twitterでの連載
『月刊ビッグガンガン』で『ロクレイ -天成市りんね区役所第六感部助霊課活動記-』を連載していた地主は、担当編集からの「創作の練習として短編漫画を描かないか」というアドバイスを受け、本作の執筆に至った。連載中の『ロクレイ』が現実離れした話であったため、現実寄りの作品を目指して描かれ、作者に接客販売の経験があったということもあり、スーパーが舞台の作品となった。
Twitterに第1話が投稿されると、そのツイートには19万（2022年6月2日時点）以上もの「いいね」が寄せられ、大きな反響を呼んだ。2022年6月25日時点でシリーズの累計「いいね」数は250万を突破していた。

### 月刊ビッグガンガンでの連載
連載が開始された2022年8月25日発売の『月刊ビッグガンガン』Vol.09では、表紙と巻頭カラーで登場し、同日には描き下ろしエピソードが加えられた単行本第1巻も発売された。
これをきっかけとしてタイトルが『スーパーの裏でヤニ吸う話』から『スーパーの裏でヤニ吸うふたり』に改題され、Twitterで掲載されていた4話から16話は削除されたが、Twitter上での連載も変わらず継続されることになった。

## 評価
2022年8月発表の「次にくるマンガ大賞 2022」Webマンガ部門では1位を獲得した。
TSUTAYAの名物企画人の「仕掛け番長」こと栗俣力也は、本作を「派手な演出は一切ないのにとても多くの魅力がある」とし、その魅力として「漫画的な表現」や「心地よい空気感」を挙げた。
2023年1月には「マンガ大賞2023」にノミネートされている。同年2月、「全国書店員が選んだおすすめコミック2023」にて第4位、「出版社コミック担当が選んだおすすめコミック2023」では第1位を獲得。同年9月、「第7回みんなが選ぶTSUTAYAコミック大賞」では4位を受賞。

## 書誌情報
- 地主 『スーパーの裏でヤニ吸うふたり』 スクウェア・エニックス〈ビッグガンガンコミックス〉、既刊7巻（2025年7月25日現在）
  1. 2022年8月25日発売[14]、ISBN 978-4-7575-8094-7
  2. 2023年1月25日発売[15]、ISBN 978-4-7575-8362-7
  3. 2023年7月25日発売[16][17]、ISBN 978-4-7575-8694-9 / ISBN 978-4-7575-8695-6（特装版 小冊子「裏ヤニ」付き）
  4. 2024年1月25日発売[18][19]、ISBN 978-4-7575-8709-0 / ISBN 978-4-7575-8710-6（特装版 スーパーSエコバッグ付き）
  5. 2024年7月25日発売[20]、ISBN 978-4-7575-9314-5
  6. 2025年1月24日発売[21][22]、ISBN 978-4-7575-9542-2 / ISBN 978-4-7575-9543-9（特装版 小冊子「裏ヤニ2」付き）
  7. 2025年7月25日発売[23]、ISBN 978-4-7575-9975-8

## テレビアニメ
2026年よりTBS系列にて放送予定。